# Endiandra clemensii
Endiandra clemensii är en lagerväxtart som beskrevs av C. K. Allen. Endiandra clemensii ingår i släktet Endiandra och familjen lagerväxter. Inga underarter finns listade i Catalogue of Life.